# Film-/Fernseh-Abkommen (Österreich)
Das Film/Fernseh-Abkommen ist eine Vereinbarung zur Filmförderung in Österreich, die am 12. Oktober 1981 zwischen dem Österreichischen Filminstitut (ÖFI) und dem Österreichischen Rundfunk (ORF) geschlossen und am 14. Jänner 2006 neugefasst wurde.
Es sieht die Förderung der Zusammenarbeit zwischen Filmwirtschaft und Fernsehen vor, wofür der ORF jährlich Mittel von derzeit 5,96 Millionen Euro zur Mitfinanzierung der Herstellungskosten österreichischer Kinofilme zur Verfügung stellt. Im Gegenzug ist der ORF berechtigt, die abkommensfinanzierten Filme nach Ablauf der jeweiligen Kinoschutzfrist (derzeit 24 Monate nach österreichischem Kinostart) für das Gebiet Österreich (ausschließlich) und Südtirol (nicht ausschließlich) innerhalb der Lizenzzeit (dzt 7 Jahre) beliebig oft fernsehmäßig zu nutzen, danach erfolgt ein vollständiger Rechterückfall an den Hersteller.
Nach Abdeckung der dem Hersteller entstandenen Herstellungskosten (zuzüglich eines 7,5%igen Herstellergewinns) steht dem ORF entsprechend seinem Finanzierungsanteil eine Erlösbeteiligung zu. Allfällige Erlösanteile des ORF aus der Kino- und Fernsehauswertung der abkommensgeförderten Filme werden zur Aufstockung des jeweiligen Jahresbetrages verwendet. Werden Abkommensmittel in einem Kalenderjahr nicht verbraucht, werden diese Mittel grundsätzlich übertragen, jedoch ausschließlich auf das unmittelbar folgende Kalenderjahr.
Die Entscheidung über die Mittelvergabe trifft eine gemeinsame Kommission aus je drei Mitgliedern des Filminstituts und des ORF. Antragsberechtigt ist der Hersteller des zu finanzierenden Filmes. Voraussetzung dafür ist jedenfalls eine aufrechte Förderungszusage des Filminstituts. 
Zur besonderen Förderung des Nachwuchsfilmes, des Filmes mit Innovationscharakter, des Kurzfilmes und des Dokumentarfilmes sind bis zu 10 vH der Abkommensmittel gewidmet. Die Mitfinanzierung derartiger Filmvorhaben setzt voraus, dass die für die Filmherstellung erforderlichen finanziellen Mittel vom ORF und dem Filminstitut bzw. auch einer anderen filmfördernden Institution gemeinsam erbracht werden.